# الساعة الحادية عشر (فلم)
السَّاعَةُ الحَادِيَةَ عَشْرَةَ (بالإنجليزية: The 11th Hour): فِلمٌ وثائقي أُخرج في الولايات المتحدة، وصدر سنةَ 2007. وهو من إخراج: ناديا كونرز، وليلى كونرز بيترسون، وكتابة: ليوناردو دي كابريو، وناديا كونرز.

## القصة
تدور أحداث الفيلم في إطار درامي اجتماعي ممزوج بالإثارة والتشويق، حول سيدة الأعمال الناجحة ماريا (كيم باسنجر)، التي تكاد تكون قد حققت كل شيء في حياتها ما عدا الشيء الذي تريده أكثر من أي شيء آخر، وهو أن تنجب طفلًا. فتقرر التعامل مع الأمر بنفسها، وتشرع في خوض رحلة يائسة وخطيرة من أجل أن يصبح حلمها حقيقة

## الميزانية والإيرادات
حقق أرباحا تقدر بـ 985,207 دولار.

## وصلات خارجية
- مقالات تستعمل روابط فنية بلا صلة مع ويكي بيانات